# Quizuatena
Quizuatena (em hitita: Kizzuwatna ou Kizzuwadna; em em egípcio: Kode ou Qode), foi um antigo reino da Anatólia do 2º milênio a.C.. Estava situado nas montanhas do sudeste da Anatólia, perto do Golfo de İskenderun, na moderna Turquia. É cercado das Montanhas Taurus e o Rio Ceyhan. O centro do reino era a cidade de Cumani, situada nas montanhas. Em uma outra época, a região seria conhecida como Cilícia.

## Terra

Império Hitita no seu zênite

O país possuía recursos valiosos, tais como minas de prata nos montes Tauro. As encostas da serra ainda estão em parte cobertas por florestas. Chuvas anuais no inverno fizeram possível a existência da agricultura na área em datas muito antigas (ver Çatalhüyük). As planícies do baixo curso do Rio Ceyhan forneciam ricos campos cultivados.

## Povo
Vários grupos étnicos coexistiram no Reino de Quizuatena. Os hurritas habitavam esta área pelo menos desde o início do 2º milênio a.C.. A expansão hitita no início período do Antigo Reino (sobre os reinados de Hatusil I e Mursil I) foram suscetíveis para trazer os hititas e os luvitas ao sudeste da Anatólia. A língua luvita fazia parte do grupo das línguas Indo-Europeias, com laços estreitos com o idioma hitita. Tanto os hititas locais quando os luvitas contribuíram com a formação do Reino de Quizuatena independente após o enfraquecimento do Reino Hitita Antigo. O topónimo Quizuatena é, possivelmente, uma adaptação luvita do hitita *kez-udne, "país deste lado (das montanhas)", enquanto que o nome Isputasu é, definitivamente, hitita e não luvita. A cultura hurrita tornou-se mais proeminente no Quizuatena uma vez que ele entrou na esfera de influência do reino hurrita de Mitani.
Puduepa, rainha do rei hitita Hatusil III, veio de Quizuatena, onde ela tinha sido uma sacerdotisa. Seu panteão foi também integrado ao hitita, e a deusa Hebate de Quizuatena tornou-se muito importante na mitologia hitita no do século XIII a.C.. Um corpus de textos religiosos chamados de rituais Quizuatena foi descoberto em Hatusa.

## A história de Quizuatena
O rei Sargão da Acádia, afirmou ter atingido as montanhas de Tauro (as montanhas prateadas) no século XXIII a.C.. No entanto, a arqueologia ainda não confirmou qualquer influência acádia na área. As rotas comerciais da Assíria para karum no planalto da Anatólia passavam através de Quizuatena pelo início do 2º milênio a.C..
Os reis de Quizuatena do 2º milênio a.C. tinham contato frequente com os hititas, para o norte. Os primeiros registros hititas parecem se referir a Quizuatena e Arzaua (Oeste da Anatólia), coletivamente, como Luvia.
Na luta pelo poder que se levantou entre os hititas e o hurrita reino de Mitani, Quizuatena se tornou um parceiro estratégico, devido à sua localização. Isputasu fez um tratado com o rei hitita Telepinu. Mais tarde, Quizuatena mudou sua lealdade, talvez devido a uma nova dinastia governante. A cidade-estado de Alalaque ao sul, expandida no reinado do se vigoroso líder Idrimi, ele próprio um sujeito do rei de Mitani, Baratarna. O rei Pilia de Quizuatena teve de assinar um tratado com Idrimi. Quizuatena tornou-se um aliado de Mitani a partir do reinado de Sunassura I, até que o rei hitita Arnuanda I invadiu o país e o fez um vassalo do reino.
Quizuatena rebelou-se durante o reinado de Supiluliuma I, mas manteve-se dentro do império Hitita por duzentos anos. Na famosa Batalha de Cades (c. 1 274 a.C.), Quizuatena forneceu tropas para o rei hitita.
Após a queda do império hitita, várias pequenos reinos neo-hititas surgiram na área, tais como Tabal, Camanu e Quiue.

## Reis de Quizuatena
- Pariauatri
- Isputasu
- Padatisu
- Pilia
- Sunassura I
- Talzu
- Sunassura II - contemporâneo do rei hitita Tudália II (c. 1400 A.C.)